# 2004 PS107
2004 PE112, também escrito como 2004 PE112, é um objeto transnetuniano que está localizado no Cinturão de Kuiper, uma região do Sistema Solar. Ele possui uma magnitude absoluta de 7,6 e tem um diâmetro estimado com 133 km.

## Descoberta
2004 PE112 foi descoberto no dia 12 de agosto de 2004 pelo astrônomo Marc W. Buie.

## Órbita
A órbita de 2004 PE112 tem uma excentricidade de 0,242 e possui um semieixo maior de 47,860 UA. O seu periélio leva o mesmo a uma distância de 36,266 UA em relação ao Sol e seu afélio a 59,454 UA.